# 追逐繁星的孩子
《追逐繁星的孩子》是一部2011年日本動畫電影，由新海誠編劇及執導，CoMix Wave Films製作。本片是新海誠睽違4年的新作，也是繼《雲之彼端，約定的地方》和《秒速5公分》後的第三部長篇動畫作品。在劇情當中，鄉下少女明日菜遇見來自地下世界「雅戈泰」的少年瞬，兩人成為好友。某天瞬離她而去，因為瞬的關係，明日菜開始了在雅戈泰的追尋之旅。
本片的班底大致和《秒速5公分》相同。在本片製作之前，新海誠在遊歷國外期間開始執筆本片的劇本。他從童年時閱讀的童書得到劇情靈感，並意圖創作出符合當代的少年冒險故事。2009年4月新海誠回國，製作工程隨即啟動。經歷一年半的主要製作流程，本片在2011年4月宣告完成。本片的人物設計和作畫監督由西村貴世擔任，畫風有意模仿《世界名作劇場》。與新海誠長期合作的天門負責配樂，主題曲Hello Goodbye & Hello由熊木杏里創作及演唱。電影製作方面則採用製作委員會的合作模式，擴展院線播映。
《追逐繁星的孩子》於2011年5月7日在日本上檔，並陸續在亞洲其他國家和歐美地區上映。本片在歐美影評人之間評價兩極，動畫、美術背景和配樂得到讚賞，但劇情以及與吉卜力作品的相似度則受到一些指摘。電影的票房收益不足彌補製作成本，成為新海誠唯一的票房炸彈電影作品。本片入圍亞洲太平洋電影獎最佳動畫長片，並在中國國際動漫節上榮獲金猴獎外國動畫長片優勝獎。本片已被改編為小說和漫畫。

## 劇情
渡瀨明日菜是在鄉下地區生活，個性早熟的小學生，自幼喪父，與母親和野貓咪咪相依為命。她時常跑進山裡的秘密基地，在高台上把玩父親留下的矿石收音机，用一顆礦石代替二極體，聽著從中流瀉出的不可思議音樂。某日明日菜偶然瞥見她經常停留的高台，閃爍著奇異的藍色光芒。學校的池田老師提醒學生們附近地區有生物出沒，要求學生們留意安全，明日菜在放學期間準備要上山時，在鐵道路橋遭到一隻巨大的怪獸「克查爾特」襲擊，這時一名來自「雅戈泰」的少年瞬使用神秘力量救了她，但也導致瞬的右臂受傷。第二天，明日菜再次前往山中，她在路途中看見不明人士正在河畔調查「克查爾特」的遺體，明日菜與瞬開始在山裡相聚，並成為好友，她取用隨身的圍巾與醫藥箱為瞬處理右手的傷勢，瞬稱自己是為了尋找某物才從雅戈泰來到這裡，在獲知明日菜曾透過矿石收音机聽見一個美妙的歌曲後感到驚訝，為她獻上祝福。當明日菜向瞬道別返家後，瞬意會到明日菜其實是聽見了自己所吟唱的最後的歌，認為自己已無遺憾，最終體力不支從高台上墜落地面。一陣子後的某天，明日菜透過母親的轉述，得知瞬的屍體被人發現（遺體上繫著明日菜的圍巾），但始終無法相信，也因為失去知心而感到孤獨。
明日菜的學校來了個新老師森崎，他在上課中提到各種傳說裡都有「死後世界」，地下世界雅戈泰也是其中之一。明日菜感到相當好奇，不但前往學校的圖書館調閱資料，還特地與森崎私下談話，森崎在提到雅戈泰能復活死人時異常激動。當天明日菜再一次回到山裡時，驚訝地看到與瞬長得一模一樣的人，但那其實是他的弟弟心。組織「亞魯莰捷利」的武裝士兵突然出現來追捕他們，要求兩人把通往雅戈泰的鑰匙「歌薇絲」交出來。在士兵的脅迫之下，明日菜只好拿著心的歌薇絲項鍊開啟通往雅戈泰的大門。士兵的其中一人就是森崎，他和明日菜及心一起進了雅戈泰。
森崎打算追尋使妻子復活的方式，明日菜和他一起行動，跟著生命之船「威瑪納」行走，途中森崎發現明日菜的收音機使用的礦石也是歌薇絲。心返回卡南村裡報告，部落長老認為地上人的來臨絕非好事，下令驅逐森崎和明日菜，並把歌薇絲拿回來。森崎和明日菜沿途露宿，一晚明日菜夢到死去的瞬，醒來後驚覺自己被怪物「夷族」抓去他們的巢穴，那裡還有另外一個雅戈泰女孩真奈。心透過明日菜帶著的歌薇絲找到她的位置，便將她和真奈救出，但沿著水流而下時，心不慎遭「夷族」從背後襲擊受傷，連同真奈被水流捲走，明日菜為了營救心冒險躍入水中，結果三者被水流捲到岸邊陷入昏迷。森崎發現了明日菜他們，將他們救起並前往阿瑪樂村。村裡的人不歡迎地上人，但真奈的爺爺願意收留他們一晚。
當晚，老先生為心療傷，向明日菜和森崎講述雅戈泰封閉的原因，是因為地上人的掠奪，並告訴明日菜，咪咪其實是寄宿著神之子的「亞得利科」，牠的任務現已完成，不會再跟著她。面對森崎執著讓已故愛妻復甦的想法，老先生勸諭森崎，死亡是生命的一部分，生者雖然可以哀悼往生者，但若是對往生者與自己施加過多憐憫便是罪過。明日菜睡前探視休養的心，結果被情緒激動的心要求離開雅戈泰，難過地偕同真奈和咪咪入睡。翌日早上，老先生與真奈送別森崎與明日菜，咪咪選擇留在老先生與真奈的身邊，森崎與明日菜搭船前往「生死之門」。甦醒後的心發現咪咪已經逝世，陪同老先生與攜帶咪咪遺體的真奈前往一片草原，見證「克查爾特」吞噬咪咪的遺體，體認雅戈泰對地上世界短暫意義的匱乏知曉過多，才是造成雅戈泰滅亡的原因。與此同時，明日菜從森崎課堂講述的「死後世界」傳說，思索讓死者復生的意義，最後橫在兩人面前的是一座深不見底的懸崖。森崎意念堅定，開始徒手往下爬，但明日菜沒有勇氣，只好沿著河走回去老先生家。在行走過程中，明日菜正視自己，發現自己來這裡沒有特別的目的，只是因為太寂寞了。另一方面，部落士兵緊追而來，心為了報答森崎和明日菜而試圖阻擋士兵，最終還是被打倒。
明日菜來不及抵達老先生家就先被夷族抓到，她鼓起勇氣用森崎給他的手槍開了一槍，心聽聞後馬上趕來，將她救出，夷族也因為天亮破曉連忙逃離現場。明日菜已經能接受瞬的死亡，兩人一同抒發對瞬死去的感傷。之後心和明日菜來到懸崖邊，明日菜聽到一隻克查爾特唱出了那個不可思議的音樂，下定決心要爬下懸崖去幫森崎，克查爾特幫了他們一把。在懸崖底部，森崎用收音機裡的歌薇絲開啟生死之門，並忍痛以明日菜作為盛裝靈魂的肉體，召回愛妻莉莎的靈魂，但作為執行儀式的代價，導致森崎的右眼失明。心無法接受，便強行破壞歌薇絲，使儀式失效。莉莎消失之前，請求森崎去尋找幸福。明日菜在夢中又見到了瞬，並與他正式告別。
事件落幕後，心感慨生者承受著失去的悲痛而活形同詛咒，甦醒的明日菜則回應這一定也是一種祝福。最後，三人離開懸崖，回到雅戈泰的出入口。森崎決定留在雅戈泰，而終於與瞬告別的明日菜將回到地面，臨走前心將一小塊歌薇絲的碎片交給她。明日菜回家後迎接原本的生活，之後（小說版為回到地面的半年後），已成長的明日菜望向窗外那座當年遇見瞬與心的懸崖，最後在母親催促下充滿精神地出門參加畢業典禮。

## 登場人物

### 主要角色
渡瀨明日菜
聲：金元壽子（日本）；林美秀／李昀晴（臺灣）；希拉里·哈格（美國）
本作女主角，11歲的小學生，就讀於淵之溝小學。小時父親過世後便和母親相依為命，時常獨自往來山間的祕密據點，啟動歌薇絲礦石組成的收音機聆聽音樂。因為母親十分忙所以一手包辦家務，比起同齡應有的更成熟，但心中某處也會感到寂寞。在學習課業方面相當認真，表現名列班級第一名。其真實身分是擁有雅戈泰族人血統的混血兒，以接觸瞬與森崎老師為契機，理解雅戈泰的存在，在深入雅戈泰的冒險中逐漸理解這個往生者世界的秘密，最終放下對瞬逝世的悲痛心情，從心的手裡取得「歌薇絲」的碎片返回地上世界，結局時出席學校的畢業典禮。
在あきさか執筆的小說版最終話補述到，明日菜因為留在雅戈泰冒險超過一個月的時間，這讓擔憂不已的母親通報警方，找到她的下落，但是母親並未出言責怪明日菜，僅為她的歸來感到欣慰。返家的明日菜對自己與森崎在雅戈泰的經歷守口如瓶，逐漸將這段經歷視為一場夢，從小學畢業升學就讀溝之淵中學，最終她在小學畢業典禮當天，望見自己當初作為秘密據點、與瞬相遇的高台浮現閃爍的藍色光芒，滿懷期待的心情，決定在溝之淵小學的畢業典禮過後，再度造訪這座高台。
瞬·庫那·普拉薩斯
聲：入野自由（日本）；何志威／賴緯（臺灣）；克利·哈特佐各（美國）
本作關鍵角色之一，心的哥哥。在雅戈泰的卡南村出生成長。被賦予守護者的職責，把因太長命而發狂了的克查爾特殺掉。個性溫和，因為太憧憬地上世界，打破規矩帶雅戈泰的鑰匙「歌薇絲」前往地上。救了被克查爾特襲擊的明日菜，但因為到地上並不輕鬆，且原本身體已經不好，和明日菜相處幾日後便去世。最後的歌剛好被明日菜聽到，覺得已經沒有遺憾。在去世前給了明日菜祝福的一吻。故事後期再度出現在明日菜的夢境裡，與明日菜正式道別。
心·庫那·普拉薩斯
聲：入野自由（日本）；何志威／賴緯（臺灣）；里爾拉多·安扎爾杜瓦（美國）
本作關鍵角色之一，瞬的弟弟，使用武器是隨身短刀。因為哥哥在地上遺留了進入雅戈泰的鑰匙歌薇絲，所以接受了取回鑰匙的任務前住地上。外貌和哥哥瞬十分相似，但比哥哥更直率，眼睛的顏色不一樣（哥哥偏綠，弟弟偏藍），也比哥哥矮了點。從小父母雙亡，和瞬一起被卡南村裡的人養大，對村落深存感恩。由於拿回瞬遺留的歌薇絲，反而讓持有歌薇絲的明日菜與森崎踏進了雅戈泰，接受長老的指示奪回歌薇絲，轉而將自己的頭髮用短刀裁成短髮。後來幫助明日菜阻擋追兵，也因此違背了村子的命令。明日菜離開雅戈泰之際，將一小片歌薇絲的碎片交給她。
あきさか執筆的小說版最終話補述到，心因為搞砸了和阿瑪樂村之間的關係，無法回歸村裡，決定和森崎踏上旅程，表明盡管自己不知道讓死者復生是否為正確選擇，但認為一定能在旅途中找到答案。
森崎龍司
聲：井上和彥（日本）；林谷珍／宋克軍（臺灣）；大衛·馬特蘭加（美國）
本作關鍵角色之一，轉職到明日菜就讀小學的國語老師。有抽菸的習慣。為了讓死去的妻子理紗復活，一直尋找傳說能夠實現全部願望的地方雅戈泰。而他是地上唯一對雅戈泰的存在有把握的組織「亞魯莰捷利」的成員。平常十分冷靜，自稱對神與世界真理毫無興趣，會利用組織及明日菜來達到自己的目的，将心牢牢地封闭着，但是在旅途中渐渐地向明日菜敞开心扉。最後因為執行復活儀式的代價而導致右眼失明，與理紗的靈魂道別，選擇留在雅戈泰而不回到地上。
あきさか執筆的小說版最終話補述到，森崎選擇留在雅戈泰，為了繼續找出讓妻子復活的方法，決定繼續旅行，心也決定陪同他旅行尋找答案。因為森崎與明日菜是同時失蹤的緣故，讓明日菜居住的小鎮一度傳出兩者私奔的傳言。從雅戈泰回歸的明日菜面對警方詢問關於森崎的情報，一概以「不知道」做為回應，原因是明日菜認為即便說出自己與森崎在雅戈泰經歷的事情，也不會被眾人採信。

### 配角
咪咪
聲：竹内順子（日本）
明日菜照顧的野良貓，真實身分其實是稱為「亞得利科」的動物，職責是引導明日菜，職責盡了後便死亡，成為克查爾特的一部份。故事後期偕同瞬再度出現在明日菜的夢境裡，與明日菜正式道別。
明日菜的母親
聲：折笠富美子（日本）；李明幸／魏晶琦（臺灣）；雪莉·卡蓮尼-布拉克（美國）
本名不詳，在醫院工作的護士。在丈夫過世後與明日菜相依為命。雖然不太有時間陪伴女兒，不過母女關係依然很好。曾經向明日菜解釋祝福的意義，還有告知繫有明日菜的圍巾的少年（瞬）的死訊。
在あきさか執筆的小說版最終話補述到，由於明日菜留在雅戈泰冒險超過一個月的時間，這讓她因為擔憂女兒的安危，向警方求助尋找明日菜的蹤影。後來在明日菜從雅戈泰歸來時，為明日菜的回歸感到欣慰。
森崎理紗
聲：島本須美（日本）；李明幸／魏晶琦（臺灣）；香隆·安利克（美國）
森崎龍司已故的妻子，在森崎龍司的回憶中，是個性溫柔但體質柔弱的女子。生前曾意識自己會比丈夫早逝，結果在森崎龍司完成任務返家前病發逝世，是森崎龍司深入探索雅戈泰和研究復活往生者儀式的原因。後期因為森崎用收音機裡的歌薇絲開啟生死之門，以明日菜作為盛裝靈魂的肉體，讓她的靈魂得以再現，但由於心破壞歌薇絲導致儀式失效。消失之前請求森崎去尋找幸福。
阿瑪樂的老人
聲：大木民夫（日本）；李香生／吳文民（臺灣）；山姆·羅南（美國）
真奈的祖父，在其他村民的反對下收留明日菜一行人。知道雅戈泰所流傳下來讓死者復甦的方法。
真奈
聲：日高里菜（日本）
明日菜偶遇的小女孩，母親蒂娜是雅戈泰的居民，父親卻是地上的人，因此被視為污穢之子，母親死後喪失說話的能力。在被夷族攻擊時遇見了明日菜，獲得明日菜、心、森崎的協助返回村莊與祖父會合。翌日明日菜與森崎前往「生死之門」前，被明日菜委託代為照顧咪咪，在咪咪死後帶著牠的遺體抵達草原，將咪咪的遺體交給克查爾特。
莎莉
聲：伊藤加奈惠（日本）；王貞令（臺灣）
卡南村的村民，與瞬和心熟識。
明日菜的父親
聲：前田剛（日本）；何志威／吳文民（臺灣）
本名不詳，在明日菜很小的時候便去世。電影中未描述身分，但其實也是雅戈泰人，因為憧憬地上世界，打破規矩帶著歌薇絲的碎片前往地上。曾告訴明日菜的母親「死亡也是生存的一部分」。
僧兵隊長
聲：濱田賢二（日本）；何志威／張立昂（臺灣）
阿瑪樂村的僧兵，敵視地上人，亟欲驅逐明日菜等人。
池田老師
聲：水野理紗（日本）；李明幸／魏晶琦（臺灣）
明日菜班上的老師，故事初登場時懷著身孕，向班上學生提醒附近地區有生物出沒，行動時要留意安全。因為生產的關係而找森崎代課，成為明日菜接觸森崎的契機。
長老
聲：勝倉景子（日本）；魏晶琦（臺灣）
卡南村的長老，要求心將歌薇絲從明日菜等人手中奪回。
矢崎優
聲：稻村優奈（日本）
明日菜在學校的好友。
三木
聲：寺崎裕香（日本）；王貞令（臺灣）
明日菜的同學。
娜米
小說版第9話登場，明日菜與森崎在雅戈泰遇見的年輕女子，有位叫做「伊布（イブ）」的戀人。故事開始的五年前，伊布為了讓死去的娜米復活，以自身的生命做為執行復活儀式的代價，換取娜米死而復生。在明日菜與森崎拜訪期間，警告讓往生者復活的危險性。

## 用語和設定
溝之淵
小說版補述提及，明日菜居住的小鎮名字，座落於極度偏僻的山區，建築物平均高度不超過兩層樓，鎮上唯一的小學是明日菜就讀的「溝之淵小學」。
雅戈泰
地下的神祕世界，有日夜之分，但沒有星空。2萬年前跟克查爾特一起潛入地下的氏族到現在仍在雅戈泰生活。由於在雅戈泰仍存在已經消失的神明的智慧，地上的帝王和皇帝們為追逐雅戈泰的智慧和財寶而潛入地下世界。但是他們帶來了無數的戰亂，忍無可忍的雅戈泰人在地上和地下之間做了個大門封鎖地上入侵者，並對地上人抱有敵意。少部分的雅戈泰人會選擇與地上人結婚生活，育有混血後代（例如明日菜與真奈），但是擁有地上人血統的混血族人，通常會被主流的雅戈泰人加以排斥。
歌薇絲
特殊礦石的結晶，是打開雅戈泰世界入口的鑰匙。由於使用者不同而出現形形色色的效果。在世界存在數個，電影中出現的是其中兩個。名字來源取自拉丁語的「鑰匙」。
克查爾特
在人類發祥的初期階段出現在地上世界，給予人類精神及文化引導的神明。在人類成長之後，部分克查爾特察覺已經完成任務，留下守衛潛入地下。長時間停留在地上的某些克查爾特由於受大氣污染等原因，失去了心而變得非常兇暴。
亞魯莰捷利
知道雅戈泰確實存在的組織。森崎稱之為「空虛的靈知主義組織」。
亞得利科
含有神之子的動物，與人類一起成長，完成任務以後生命即結束，成為克查爾特的一部分永遠生存下去。
威達之水
遠古的液體，幾乎沒有浮力，使肺充滿其液體即可於水中呼吸。遍布於通往雅戈泰的入口與菲尼斯·特拉地區。
夷族
外型是紅色雙眼，灰色瘦長身軀，擁有滿口利牙的擬人形生物，怕光與水、被詛咒的種族，不能放過雅戈泰人與地上人的混血而抓走真奈和明日菜。
謝庫納·威瑪納
在雅戈泰的空中不斷巡遊的一艘巨大的船，被雅戈泰的居民稱作「神明之船」。其真面目是身體上有無數眼睛，掌管著死亡的巨大克查爾特。他能打開棲息靈魂的次元「雅思特拉裏」的入口，也能把靈魂搬運到雅思特拉裏。
菲尼斯·特拉
通往雅思特拉裏的雅戈泰的天涯海角。它的最下方存在克查爾特的墓場，以及相連到雅思特拉裏的生死門（黑色球體）。死亡之前的克查爾特會走到菲尼斯·特拉，透過歌聲把所有的記憶寄託、留在世界裡，然後逝世。
雅思特拉裏
在菲尼斯·特拉的最下層，是所有生命的終點。雅戈泰人認為死亡不是消失，而是融化到雅思特拉裏，所以接受死亡。雅思特拉裏也是沒有星星的雅戈泰裡唯一存在星星的世界。
復活儀式
被雅戈泰視為禁忌的死者復生儀式。儀式舉行者準備歌薇絲，向現出真面目的謝庫納·威瑪納說出讓往生者復生的願望，謝庫納·威瑪納會要求儀式舉行者貢獻出一副用來承載往生者靈魂的軀體，同時會索取儀式舉行者的部分肉體，做為儀式的代價（本作中森崎付出的代價為右眼，但在小說版的設定為支付代價會因為時間、場合與個人而異），一旦被選為貢獻儀式軀體的當事者交出自己的心靈，軀體將會被往生者的靈魂佔據。破壞執行儀式的歌薇絲則會中止儀式。

## 製作團隊
取自片尾製作人員名單：
| 主要 |
| --- |
| - 原作・腳本・導演、分鏡・演出：新海誠 - 腳本協力：松田沙也 - 分鏡協力：西村貴世、丹治匠 - 人物設計：西村貴世 - 美術監督：丹治匠 - 音樂：天門 |

| 作畫 |
| --- |
| - 作画監督：西村貴世、土屋堅一 - 作画監督助理：箕輪博子、中田博文、岸野美智、、田澤潮 - 原畫：渡邊裕二、原敦彦、立中順平、若林幸子、松田真路、竹内一義、大城勝、佐藤好春、富岡隆司、細田直人、立石聖、草間英興、、植田和幸、中村光宣、清水博明、中武學、藤原宏樹、加藤惠子、竹内旭、今野葉、森山悠二郎、大橋學、齋藤里枝、柴田和子、野崎麗子、松山正彦、箕輪博子、中田博文、岸野美智、、田澤潮、土屋堅一、西村貴世 |

| 美術、加工 |
| --- |
| - 美術監督助理：馬島亮子、廣澤晃 - 色彩設計：新海誠 - 色彩設計助理：三木陽子、古川康一 - 色指定・檢查：野本有香 - 攝影監督：新海誠 - 攝影總監：李周美 - 3DCG總監：竹内良貴 - 剪輯：肥田文、新海誠 - 膠捲與數位廠：IMAGICA |

| 錄音、配樂 |
| --- |
| - 配音演出：三矢雄二 - 配音錄音：山田陽 - 選角：木田昌美、 - 整音：住谷真 - 音響效果：野口透 - 數位光學錄音：西尾曻 - 錄音工作室：東京電視中心 - 編曲（部分作曲）：多田彰文 - 配樂錄音：吉田俊之 |

| 出品 |
| --- |
| - 制作：CoMix Wave Films - 製作統籌：伊藤耕一郎 - 音響製作人：小川智弘 - 制作進行：、高橋花乃子 - 制作助理：酒井雄一、中島弘道 - 執行製作人：川口典孝、永田勝治、安田正樹、太布尚弘、 - 製作人：伊藤耕一郎、岩崎篤志、堂下律明、小川智 - 製作委員會：CoMix Wave Films、Media Factory、movic、Marine ENTERTAINMENT、Yahoo! Japan - 發行、宣傳：Media Factory、CoMix Wave Films - 協力：加納新太、渡邊水央、三坂知繪子、酒井伸和、武井彩、古賀直樹、堀田理惠子、園田正弘、名嘉真法久、長谷川真吾、遠田尚美 - 助力：文化廳文化藝術振興費補助金 - 企劃主任：川口典孝 - 製作・著作：新海Creative、CMMMY |

## 製作過程

### 開端與構思
2008年1月至2009年4月，新海誠旅居國外，其中有一年的時間是在英國倫敦度過。他在倫敦開始撰寫新作的故事，回國後不久即開始著手製作，並集結了前作《秒速5公分》的主要班底。新海誠在完成《秒速5公分》後，察覺觀眾對於《秒速5公分》這種題材的作品已有更多選擇，決定繼續追尋「實際上並不存在的電影類型」，這便是《追逐繁星的孩子》的製作契機。新海誠想要製作少男少女的冒險故事，認為市面上雖有吉卜力的優秀作品，但說到那類的故事就只有《天空之城》和《魔法公主》了，可說是久未翻新，他表示《追逐繁星的孩子》將會是一部傳達當代信息的作品。
新海誠說明道，《秒速5公分》描寫的是「不變的日常中的心情變化」，但在經歷2007年－2008年環球金融危機後，可以感覺到現在比以前更難維持不變的日常。因此，新海誠希望在下一部作品中加入稍微直白一點的訊息，並以傳統且普遍的畫風來包裝主題，來對人們產生影響，賦予人們「活下去」的心情。他也在訪談中表示，他過去十年的作品，大多是描寫不得不和重要的人分開的過程，此次他們想要再進一步，思考失去重要之人之後要怎麼去克服才好、這當中又會有什麼。新海誠視本片為「正向描寫面對孤獨這回事」的故事，他說明道，明日菜、心和森崎三人雖然同行，但心裡有著各自的難題，也沒有告訴別人，只是面對孤獨並找出答案。
本片的發想來自新海誠在小學時閱讀的童書《再見，金字塔帽子》（ピラミッド帽子よ、さようなら），作者為乙骨淑子。地下世界「雅戈泰」這一名稱即是引用自該作品。雅戈泰的設定使用了地球空洞说，因此有陽光也有白天黑夜之分。本片的標題是在預告篇發布前的最後一刻才決定，新海誠希望標題有兒童文學的感覺，所以從眾多詞語組合中選了這個，「繁星」（星）和「孩子」（子）都有各自象徵的東西。在製作過程中，製作團隊參考了大量的設定資料，面向包含礦石收音機、槍械、各國遺跡、象形文字、古生物、植物、舊型車、各國語言基礎知識、世界各地的神話等。

### 動畫製作

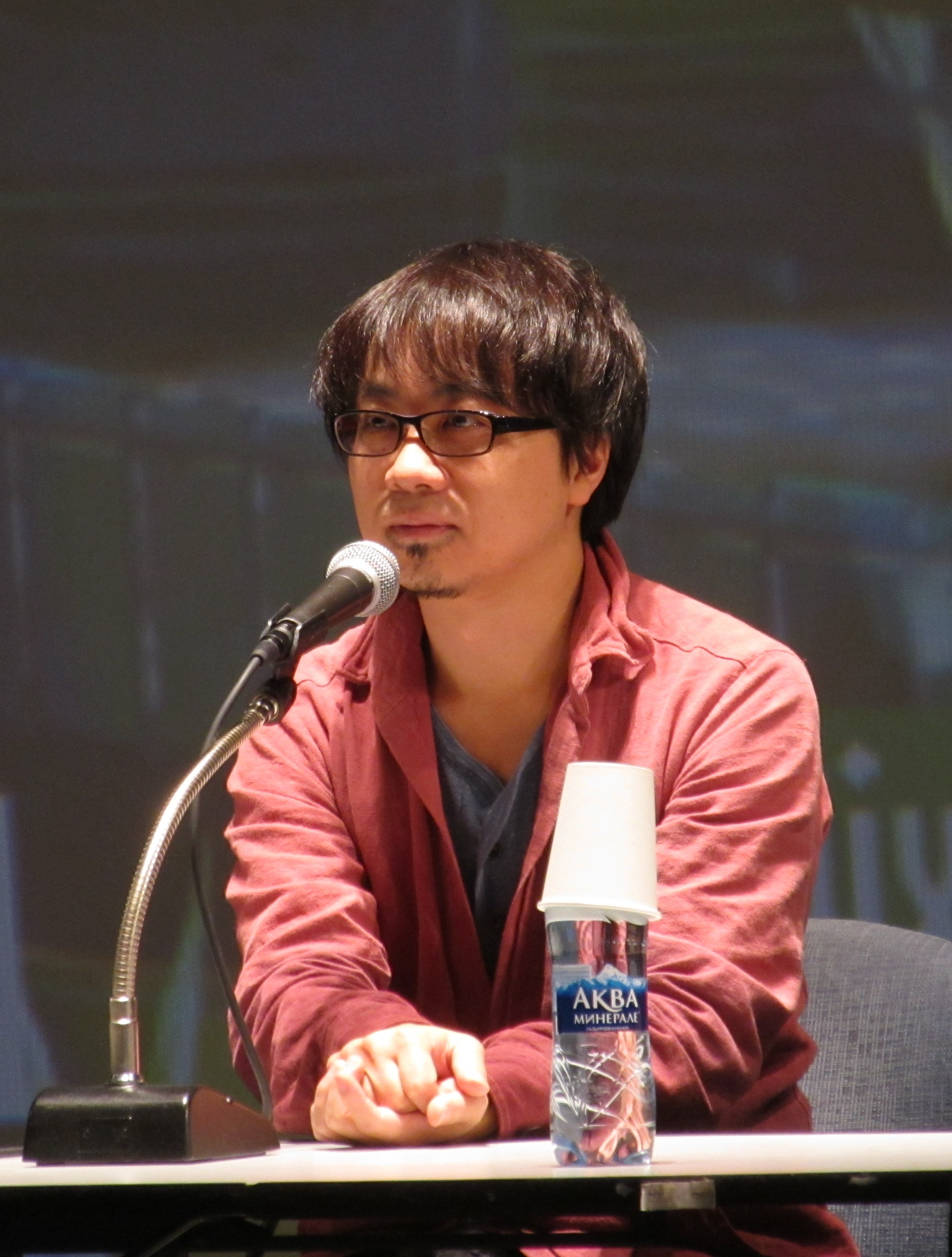
本片的導演新海誠，照片攝於2013年

製作團隊從2009年就開始進行勘景取材，並參考取材所見和拍下的照片進行背景繪製。2009年2月22日，為了新作取材，從倫敦出發的新海誠和從東京出發的工作人員搭機前往萨里塞尔凯看極光，行程為期四天。此行中，新海誠和工作人員約好要回國，但遲遲沒有回來，令製作團隊焦急不已。4月時，有一對以《秒速5公分》為契機而將要結婚的新人招待製作團隊出席婚禮，新海誠這才回國。
因為本作是設定在架空的世界，為了讓其他工作人員好理解，新海誠在繪製分鏡之前先畫了印象板（image board），總共有近一百張。新海誠繪製分鏡的同時，LAYOUT和原畫檢查也在進行當中，所有分鏡稿在2009年6月完成。至2010年5月時，新海誠表示，過去幾個月內他們已經進行了數百個鏡頭（カット）的作畫，還剩下另外數百個鏡頭待完成。2010年8月，動畫師們繳出了1,600多個鏡頭，作畫監督兼人物設定西村貴世便開始進行修改。西村在訪談中表示，《秒速5公分》裡他盡可能遵循新海誠的人物畫風，此次新海誠要求以《世界名作劇場》的風格為方向，所以他會摸索兩者的中間地帶，並加入自己的色彩。
製作《秒速5公分》時，製作團隊主要在新海誠的住宅工作，此次的工作地點改在三間分開的工作室，分別負責攝影、美術和作畫。工作室空間不大，顯得有些擁擠。三間工作室距離很近，製作人員只要徒步即可在工作室之間往來。「第1工作室」的人員主要是攝影團隊和製片人，又被稱為「總部」，是存放完成鏡頭的地方。「第2工作室」是美術背景小組的據點，共有11人，中心人物是舊班底廣澤晃和馬島亮子。「第3工作室」是新海誠的主要工作場所，是一間位在普通公寓內的工作室，包含新海誠在內有共七名成員在該處工作。在製作過程中，團隊成員有時需要將大量的鏡頭原稿在工作室之間帶來帶去，進行各種處理。隨著製作越來越接近終點，各工作室的人員減少，最後剩下來的成員重新合併，搬到和第1工作室同一棟建築的另一個工作室工作。
製作期間，本片在工作人員之間的簡稱為。剪輯作業於2010年11月前半進行，原定在兩天內處理完1,600個鏡頭，但最後花了四天。2011年1月下半，作畫和美術作業幾乎全部完成。聲音與影像的合成在2011年2月左右進行，新海誠會檢查最終結果。膠捲一捲是20分鐘長，檢查一捲大約要花四個小時。2011年2月中旬開始補拍（Retake）。2011年4月1日宣布本片殺青，主要製作過程為期1年半。本片的片長是116分鐘，是新海誠當時最長的作品。新海誠希望將片長限縮在2小時內，但又保有相當於3小時內容的充實感，所以採用較快的節奏。

### 配音
配音作業於2010年10月底進行，共花了三天，配音順序是按照鏡頭編號。明日菜的聲優金元壽子是第一次為動畫電影獻聲，她在錄音之前參加了「對臺詞」，所以在實際錄音時就避免太過做作，保持自然。金元和明日菜一樣都是在農村長大，覺得要表現出明日菜的孤寂感和原本就有的活力挺困難。入野自由一人聲演瞬和心兄弟，他認為兄弟倆比較之下，瞬保有男孩子氣，並有著不可思議的神祕氣質，而在詮釋心的時候，則把重點放在坦率直接的感覺上。入野覺得自己比較像心。為森崎配音的井上和彥是繼《雲之彼端，約定的地方》後再度參與新海誠作品，他認為森崎是因為對妻子的愛而感受到失去之痛，一旦在配音時帶入這種心情就會變得太溫柔，是一大困難。新海誠當初在創作森崎這個角色時，就是想著井上的形象。

### 配樂
- 主題曲Hello Goodbye & Hello（日语：and...Life）
  - 作詞、作曲：熊木杏里
  - 編曲：清水俊也
  - 歌：熊木杏里

本片的配樂由新海誠十年來一直合作的天門譜寫。音樂家多田彰文協助編曲和潤飾。新海誠請天門開始作曲的時候，電影畫面還沒製作完成，所以天門是根據分鏡稿來作曲。天門在自宅工作，不過開會時還是會來到工作室。接著，多田對天門的配樂進行編曲，寫成給管弦樂團演奏的新樂譜。這時電影畫面大致完成，製作團隊便可以著手微調配樂，使與電影同步。多田也負責一部分配樂的作曲以及演奏，並在配樂錄製階段擔任指揮。所有配樂的錄製在一天內完成，日期為2011年1月中旬，共有48名音樂人員參與，曲目的錄製順序乃是按照故事發展順序。本片的配樂使用了鋼琴、弦樂器（如小提琴）、豎琴、木管樂器、銅管樂器和定音鼓。
天門最早寫下母題的曲目是，該曲是主角們初到雅戈泰時的配樂。多田在該曲高潮部分加入柴可夫斯基的鋼琴風格，覺得很適合他想賦予該曲的廣闊感覺。曾是主題曲的候選之一，不過最後獲選的是Hello Goodbye & Hello。天門最喜歡的曲目是在最終高潮播放的，在他的請求下，這首曲子的和聲裡男聲和女聲都有，最終有超過十人的聲音在裏頭。
本片的主題曲Hello Goodbye & Hello由創作歌手熊木杏里演唱，歌曲旋律和歌曲主體都由她自己完成。歌詞是熊木對分鏡稿進行解讀，並多次造訪工作室後完成的，她非常喜歡歌曲一開頭的「Hello Goodbye & Hello」這句歌詞。熊木交出的第一個版本，新海誠覺得沒辦法用，所以有了多次Retake，不過最後還是採用第一個版本。Hello Goodbye & Hello的鋼琴伴奏版也用在配樂曲目當中。新海誠在音樂方面的目標是讓觀眾在片尾熊木演唱的主題曲響起時，獲得最大的愉悅感，為此他們在前面的劇情中讓主題曲的旋律反覆出現，讓觀眾留下印象。
本片的電影原聲帶於2011年5月7日上市。主題曲Hello Goodbye & Hello也收錄在熊木的第八張個人專輯《and…Life》當中，該專輯於2011年10月5日推出。
| 劇場動畫「追逐繁星的孩子」電影原聲帶 | 劇場動畫「追逐繁星的孩子」電影原聲帶 | 劇場動畫「追逐繁星的孩子」電影原聲帶 |
| 曲序                                 | 曲目                                 | 时长                                 |
| ------------------------------------ | ------------------------------------ | ------------------------------------ |
| 1.                                   |                                      | 2:00                                 |
| 2.                                   |                                      | 1:39                                 |
| 3.                                   |                                      | 2:21                                 |
| 4.                                   |                                      | 1:01                                 |
| 5.                                   |                                      | 1:29                                 |
| 6.                                   |                                      | 1:56                                 |
| 7.                                   |                                      | 2:36                                 |
| 8.                                   |                                      | 1:21                                 |
| 9.                                   |                                      | 0:31                                 |
| 10.                                  |                                      | 1:19                                 |
| 11.                                  |                                      | 0:26                                 |
| 12.                                  |                                      | 1:43                                 |
| 13.                                  |                                      | 3:56                                 |
| 14.                                  |                                      | 2:39                                 |
| 15.                                  |                                      | 1:13                                 |
| 16.                                  |                                      | 2:47                                 |
| 17.                                  |                                      | 1:17                                 |
| 18.                                  |                                      | 1:06                                 |
| 19.                                  |                                      | 1:10                                 |
| 20.                                  |                                      | 1:01                                 |
| 21.                                  |                                      | 3:30                                 |
| 22.                                  |                                      | 0:37                                 |
| 23.                                  |                                      | 1:35                                 |
| 24.                                  |                                      | 0:25                                 |
| 25.                                  |                                      | 1:31                                 |
| 26.                                  |                                      | 0:43                                 |
| 27.                                  |                                      | 1:36                                 |
| 28.                                  |                                      | 2:23                                 |
| 29.                                  |                                      | 1:37                                 |
| 30.                                  |                                      | 0:41                                 |
| 31.                                  |                                      | 1:36                                 |
| 32.                                  |                                      | 1:27                                 |
| 33.                                  |                                      | 2:34                                 |
| 34.                                  |                                      | 3:39                                 |
| 35.                                  |                                      | 1:57                                 |
| 36.                                  |                                      | 0:41                                 |
| 37.                                  |                                      | 5:47                                 |
| 38.                                  |                                      | 5:00                                 |
| 39.                                  |                                      | 0:37                                 |
| 40.                                  |                                      | 0:37                                 |
| 41.                                  |                                      | 1:12                                 |
| 42.                                  |                                      | 0:22                                 |
| 43.                                  |                                      | 4:33                                 |
| 总时长：                             | 总时长：                             | 1:18:09                              |

## 上映
2009年12月20日，新海誠出席演奏會時表示，繼2007年的《秒速5公分》後，他現在正在製作一部「真正的動畫電影」，片長和規模都比以前的作品來得大，主角是一名到處跑的女孩。2009年12月24日，新海誠在個人網站上發布了新作的特別頁面，預告新作將會是「由少女擔任主角，有冒險、動作戲、戀愛成分的活潑動畫」，並公開三張概念圖以及標語「少女所行之向，是為了親口道別的旅程」。2010年7月9日，本片的官方Blog開設。2010年11月1日，官方網站架設，公布片名為。2010年11月9日，官方網站開啟，宣布電影將於2011年5月全國路演，並透過網路釋出特報影片。2010年12月公布聲優名單。
2011年2月下旬，宣布上映日期為5月7日。2011年3月10日釋出首支正式預告，主題曲也首次亮相。2011年4月22日至30日，本片的原畫展在東京和德島市兩地的ufotable cafe舉行。4月26日，完成披露試映會在讀賣會館舉行，新海誠、聲優金元壽子和井上和彥出席現場問候觀眾。5月7日電影如期上映，新海誠等班底也陸續至各地問候觀眾。日本映畫倫理機構將本片分為G級，所有年齡段皆可觀賞。

### 家用媒體
2011年8月12日，宣布本片的藍光光碟（BD）與DVD將於2011年11月25日在日本發售。日本首發的家用媒體有三種版本：BD雙碟盒裝版、BD版和DVD版，皆有日文、中文和英文字幕。三種版本共通的特別收錄包含預告集錦、電影手冊和簡短版訪談，BD另附隨片訪談，BD盒裝版獨家收錄加長版訪談、全彩印象版圖集和漫畫第1話試閱等。根據Oricon統計，本片的BD盒裝版在發行首週售出了4,441份，是當週第18名，DVD則售出1,703份。

### 海外上映
在台灣，本片首先於金馬國際影展放映，2011年11月7日和17日各有一個場次。同年12月2日，本片在台北的兩家電影院上片。家用媒體由曼迪傳播取得代理版權，於2012年4月1日發行DVD和BD。在香港，本片於2011年8月27日透過新一影業與MCL德福戲院合作的「日本動畫賞3」活動進行首映。亞洲影帶在2012年3月代理本片的家用媒體，得利影視於2017年1月發行另一版本。
歐美方面，2011年7月底，本片在美國巴爾的摩的Otakon上放映，是為美國首映。10月，本片的英國首映於倫敦影展舉行。之後本片陸續在多個影展上放映，包含格拉斯哥影展、紐約兒童國際影展、以色列Harucon、里茲國際影展和蘇格蘭愛動漫。2012年2月，Viz Media Europe取得本片在歐洲地區的代理權。同年6月，Sentai Filmworks證實已取得本片的北美代理權，澳洲的Madman Entertainment則宣布將舉行本片的放映活動。

## 迴響
本片在歐美影評人之間獲得褒貶不一的評價。動畫新聞網的塞隆·馬汀（Theron Martin）給予本片整體「B+」的評價，認為劇情有些令人失望，但動畫和美術水準是同類作品中最佳，配樂也能相輔相成。《西北亞洲週刊》的安德魯·哈姆林（Andrew Hamlin）給予本片3.5顆星（滿分4顆）的好評，稱讚本片再次證明了新海誠是當今最優秀的動畫導演之一，並為他的藝術積累添加了令人興奮的新元素。《Time Out》的崔佛·強斯頓（Trevor Johnston）給予本片2顆星（滿分5顆）的負評，批評本片滿懷抱負地闡述接受愛人死亡的主題，卻沒把劇情寫好，故事節奏拖沓，角色老套。《大紀元時報》的約翰·史密斯（John Smithies）稱本片「毫無生氣但偶爾令人屏息」，褒獎電影畫面的表現，但不滿新海誠讓劇中角色來解釋一切，使電影充滿通俗剧式的浮誇、荒謬台詞。
本片經常被評論者拿來與宮崎駿的作品做比較。馬汀覺得本片很明顯有宮崎駿作品的影子，雖然不一定是壞事，但無疑削弱了新海誠過往那獨特的畫風和敘事方法。動畫新聞網的另一名編者克瑞斯塔琳·霍奇金斯（Crystalyn Hodgkins）認為，本片的某些元素一直令他想到宮崎駿的作品。霍奇金斯具體說明，看到本片中雅戈泰的獨特生物、不像新海誠畫風的可愛動物跟班（指咪咪），以及古老生物被汙染害死的描述時，他聯想到《魔法公主》的野豬神、《霍爾的移動城堡》的綠色史萊姆及《神隱少女》的無臉男，結果令他有些分心。強斯頓在影評中稱，本片讓他有種感覺，那就是放眼整個業界，本片用到的大部分元素在宮崎駿的作品裡表現更佳。
關於本片探討的東西，馬汀認為新海誠在本片描述的情感不如以往明確，明日菜在雅戈泰探險的動機並不清楚，如此缺乏深度和共鳴的角色在新海誠的作品中並不常見。史密斯認為本片有著眼於人類對自然的傷害。對於奇幻元素，哈姆林讚賞新海誠雜揉數個不同的理論和神話，打造出充滿出色畫面的豐富故事。馬汀認為雅戈泰場景的精采描寫彌補了劇情缺陷，史密斯覺得光是結局的生死之門便值回票價。霍奇金斯也指出，新海誠擅長的背景藝術在雅戈泰的場景描繪中達到新的水平。
票房方面，本片在日本上映時的同期新片有國片《岳：冰峰救援》和歐美片《狙擊陌生人》，據Box Office Mojo的資料，本片首週末在20家電影院上映，票房排名第14名。本片的日本總票房為2000萬日圓。2011年10月10日，本片入圍第5屆亞洲太平洋電影獎最佳動畫長片，但最終勝出的是韓國動畫《雞媽鴨仔》。2012年2月16日，第11屆東京動畫獎得主公布，本片的美術監督丹治匠榮獲個人部門美術獎。2012年4月底，本片獲選為法國安錫國際動畫影展最佳長篇動畫的角逐者之一。2012年5月，本片在第8屆中國國際動漫節上榮獲金猴獎外國動畫長片優勝獎。

## 影響與後續
《追逐繁星的孩子》發行後，本片飾演瞬與心的入野自由再度被新海誠邀請合作，為《言葉之庭》的男主角秋月孝雄擔綱聲演人員。擔任本作配樂創作的天門與新海誠合作長達10年，但是本作成為天門最後一部和新海誠合作的電影，此後未再參與新海誠的電影配樂創作。
電影下片數年後，日本的教科書出版社日本文教出版在令和發行的《高中美術教科書III》（日语：高校美術3（美術Ⅲ））裡，將新海誠製作該片的過程，列入該書的藝術家創作過程教學單元。

## 相關媒體

### 小說
《追逐繁星的孩子》（MF文庫J）
作者：
| Media Factory | Media Factory      | 百花洲文艺出版社 | 百花洲文艺出版社   |
| 發售日期      | ISBN               | 發售日期         | ISBN               |
| ------------- | ------------------ | ---------------- | ------------------ |
| 2012年8月24日 | ISBN 9784840146760 | 2014年           | ISBN 9787532766314 |

《小說 追逐繁星的孩子》（角川文库）
作者：
| KADOKAWA      | KADOKAWA           | 台灣角川       | 台灣角川               |
| 發售日期      | ISBN               | 發售日期       | ISBN                   |
| ------------- | ------------------ | -------------- | ---------------------- |
| 2017年6月17日 | ISBN 9784041026311 | 2017年11月29日 | ISBN 978-957-743-322-0 |

《追逐繁星的孩子》（角川翼文庫）
作者：，繪圖：
| KADOKAWA      | KADOKAWA           |
| 發售日期      | ISBN               |
| ------------- | ------------------ |
| 2018年1月15日 | ISBN 9784046317100 |

### 漫畫
2011年2月10日，Media Factory雜誌《月刊Comic Gene》編輯部宣布，《追逐繁星的孩子》的兩部改編漫畫將分別在該雜誌和《月刊Comic Flapper》連載。同年2月25日，宣布《Flapper》版將由三谷知子執筆，並公開《Gene》版的人設圖。《Flapper》版的標題為「追逐繁星的孩子」，於2011年6月號（2011年5月2日發售）至2012年8月號（2012年7月5日發售）間連載，雜誌上的第一話是故事的序章。《Gene》版的標題為「追逐繁星的孩子 雅戈泰的少年」，由作畫，於創刊號（2011年6月15日發售）至2012年3月号（2012年2月15日發售）間連載。三谷是漫畫界新銳，此前曾出版過一本短篇集，曾獲第5屆MF漫畫大獎Gene獎編輯長特別獎，憑本作的漫畫版正式出道。
《追逐繁星的孩子》
作者：三谷知子，原作：新海誠
| 冊數 | Media Factory（KADOKAWA） | Media Factory（KADOKAWA） | 東立出版社     | 東立出版社             | 收錄內容                         |
| 冊數 | 發售日期                  | ISBN                      | 發售日期       | ISBN                   | 收錄內容                         |
| ---- | ------------------------- | ------------------------- | -------------- | ---------------------- | -------------------------------- |
| 1    | 2011年7月23日             | ISBN 978-4-84-014017-1    | 2013年8月12日  | ISBN 978-986-324-668-8 | 序章、第1話－第2話、Another Talk |
| 2    | 2012年2月23日             | ISBN 978-4-84-014427-8    | 2013年9月23日  | ISBN 978-986-324-669-5 | 第3話－第8話、Another Talk       |
| 3    | 2012年8月23日             | ISBN 978-4-84-014715-6    | 2013年12月18日 | ISBN 978-986-324-670-1 | 第9話－第13話                    |

《追逐繁星的孩子 雅戈泰的少年》
作者：，原作：新海誠
| 冊數 | Media Factory（KADOKAWA） | Media Factory（KADOKAWA） | 東立出版社     | 東立出版社             | 收錄內容                   |
| 冊數 | 發售日期                  | ISBN                      | 發售日期       | ISBN                   | 收錄內容                   |
| ---- | ------------------------- | ------------------------- | -------------- | ---------------------- | -------------------------- |
| 1    | 2011年11月26日            | ISBN 978-4-84-014071-3    | 2013年9月6日   | ISBN 978-986-324-942-9 | 第1話－第4話、Another Talk |
| 2    | 2012年3月27日             | ISBN 978-4-84-014451-3    | 2014年11月14日 | ISBN 978-986-324-943-6 | 第5話－第9話               |

### 製作資料書
《追逐繁星的孩子 完全介紹》
| 冊數 | KADOKAWA      | KADOKAWA           |
| 冊數 | 發售日期      | ISBN               |
| ---- | ------------- | ------------------ |
| 全   | 2011年5月20日 | ISBN 9784840139342 |

《新海誠Artworks 追逐繁星的孩子美術畫集》
| 冊數 | KADOKAWA      | KADOKAWA           |
| 冊數 | 發售日期      | ISBN               |
| ---- | ------------- | ------------------ |
| 全   | 2012年6月15日 | ISBN 9784040688008 |

《新海誠劇場動畫腳本資料畫集 4：追逐繁星的孩子》
| 冊數 | KADOKAWA      | KADOKAWA           |
| 冊數 | 發售日期      | ISBN               |
| ---- | ------------- | ------------------ |
| 全   | 2018年2月16日 | ISBN 9784041058831 |

## 備註
1. ↑  此為小說版設定[11]。
2. ↑  小說版譯作「迦南村」[13]。
3. ↑  又譯「莉莎」。
4. ↑  小說版譯作「賽里」[15]。
5. ↑  原文：

### 引用作品
書籍
- . 台灣: 財團法人國家電影資料館. 2012-12. （原始内容 (pdf)存档于2022-06-16） （中文（臺灣））.
- 新海誠; .  . KADOKAWA. 2016-08-26. ISBN 978-4-04-895696-3 （日语）.
- 谷口功; 麻生はじめ.  . 東京都: . 2017-06-24. ISBN 9784798050386 （日语）.
- 新海誠 原作;  作者. . 由許婷婷翻译. 台北市: 尖端出版. 2017-11. ISBN 9789578531031 （中文（臺灣））.
- 新海誠; CoMix Wave Films. . 由冯锦源翻译. 百花洲文艺出版社. 2018-01 [2016]. ISBN 978-7-5500-2491-5 （中文（简体））.

## 外部連結
- 官方网站（日語）
- （官方帳號）的X（前Twitter）（日語）
- （日語）
- 互联网电影数据库（IMDb）上《追逐繁星的孩子》的资料（英文）
- 豆瓣电影上《追逐繁星的孩子》的資料 （简体中文）
- 追逐繁星的孩子（動畫）在動畫新聞網百科全書中的資料（英文）
- 追逐繁星的孩子（漫畫）在動畫新聞網百科全書中的資料（英文）
- 追逐繁星的孩子 雅戈泰的少年（漫畫）在動畫新聞網百科全書中的資料（英文）
- 爛番茄上《追逐繁星的孩子》的資料（英文）
- Box Office Mojo上《追逐繁星的孩子》的資料（英文）